# Essor des écoles chrétiennes en Occident
Les trois siècles séparant la fin de l'Empire romain d'Occident (476) de la fondation de l'Empire carolingien (800) sont également une longue période de transition sur le plan culturel et éducatif. Le réseau scolaire antique se voit très progressivement remplacé par un ensemble d'écoles cléricales. Cet essor des écoles chrétiennes en Occident du VIe au VIIIe siècle est un phénomène long et complexe, conclu et parachevé par le renouveau des études sous Charlemagne et ses successeurs, autrement dit la « Renaissance carolingienne » des VIIIe et IXe siècles.

## Maintien de l'école antique dans les royaumes barbares (480-533)
La déposition du dernier empereur romain d'Occident, Romulus Augustule, ne constitue pas une totale rupture sur le plan culturel, du moins dans les régions méditerranéennes, tant l'influence de la civilisation romaine est importante dans les royaumes barbares. Le maintien des structures romaines d'enseignement est favorisé par la situation politique et institutionnelle relativement stable à la fin du Ve siècle. C'est le cas en Italie sous Odoacre et Théodoric ; dans le royaume wisigoth sous Euric et Alaric II ; dans le royaume burgonde unifié par Gondebaud en 485 ; et même dans le royaume vandale de Gunthamund. Des années 480 jusqu'à 533, où l'annexion du royaume burgonde par les Francs, et le début des guerres de Justinien, relancent une situation de crise, l'Occident bénéficie, grâce à cette stabilité relative, d'une activité culturelle remarquable, dans la lignée de l'éducation romaine.

### Écoles et lettrés sous les Barbares
La rareté des sources directes n'indique toutefois pas la disparition de l'école antique au moment même des invasions, du moins dans les régions méridionales de l'ancien Empire. Les écoles ont survécu et leur fonctionnement est parfois évoqué, comme dans une lettre envoyée au Sénat au nom du roi ostrogoth Athalaric par Cassiodore :

« C'est pourquoi, comme des récompenses doivent être données aux arts, nous avons estimé qu'il était impie de soustraire quelque chose aux maîtres des adolescents, qui sont encouragés à des études glorieuses par l'augmentation de leur traitement. En effet, l'école des grammairiens est le fondement des belles lettres, la glorieuse mère de l'éloquence, qui apprend à rechercher les louanges, à parler sans fautes, qui permet de connaître les erreurs à éviter dans le discours, à les détester comme des atteintes aux bonnes mœurs ; elle enseigne à scander en respectant les accents qui conviennent au mètre, comme une douce mélodie. L'enseignement des maîtres de grammaire est l'ornement du genre humain, par l'exercice des plus belles lectures il nous aide à connaître les conseils des anciens. Les rois barbares ne le connaissent pas : il demeure uniquement entre les mains des maîtres de droit. Les autres peuples ont armes et butins : les maîtres romains n'ont que l'éloquence, celle des orateurs dans le combat de droit civil, celle de tous les chefs les plus nobles. C'est pourquoi, pères sénateurs, nous sollicitons votre cour et votre divine autorité, afin que les chaque professeur des écoles de lettres libérales, aussi bien grammairiens que rhéteurs ou encore professeurs de droit, reçoive la même gratification que son prédécesseur, sans aucune diminution, et que cela soit fixé par l'autorité du Sénat. »

#### Géographie culturelle de l'Occident barbare
Outre Cassiodore, Ennode de Pavie est la source la plus précieuse sur la vie scolaire de l'époque. Il témoigne lui aussi de la vivacité de l'enseignement à Rome, « sanctuaire de la science », « ville amie des études libérales ». Deux cercles de lettrés dominent la ville, l'un autour du sénateur Faustus, proche de Théodoric, l'autre autour de Symmaque et de son gendre Boèce : ce clan-ci est moins en faveur auprès de Théodoric, la disgrâce et la condamnation de Boèce ayant inspiré à ce dernier la fameuse Consolation de la philosophie. Ennode recommande à Faustus et à Symmaque plusieurs de ses élèves. Les professeurs romains sont mal connus : seuls les noms de trois rhéteurs subsistent, Félix, Maximianus et Patricius.
Ailleurs en Italie, les écoles survivent également, principalement à Milan autour d'Ennode, qui y est diacre à partir de 499 au moins, et de Deuterius, grammairien et rhéteur ; et à Ravenne, où l'on voit passer Arator.
Hors d'Italie, la Gaule reste aussi culturellement vivace, avec des écoles actives et publiques, au moins dans les villes. Dans la partie gauloise du royaume ostrogoth, plusieurs figures sont citées par Ennode et Cassiodore. On retient surtout Firmin d'Arles, connu de Sidoine Apollinaire, d'Ennode, puis de Césaire, futur évêque d'Arles. Toujours à Arles, Julien Pomère, qui tient sans doute une école à son compte, est réputé comme grammairien et rhéteur, Firmin lui confie Césaire, et il est connu d'Ennode. Plus au nord, dans le royaume burgonde, après la génération de Sidoine, on connaît Avit de Vienne dont les œuvres ont été conservées, et certains de ses correspondants.
Les sources sont en revanche trop rares en ce qui concerne l'Aquitaine wisigothique après la mort de Sidoine, qui témoigne de l'activité de cercles lettrés jusqu'à sa mort dans les années 480. L'Espagne est également mal connue, même si l'influence ostrogothique et le maintien de la vie romaine a probablement favorisé les études classiques.
Enfin, en Afrique, la « renaissance vandale » voit les écoles de Carthage maintenir leur ancienne réputation tout au long du Ve siècle, sans rompre donc avec l'époque de Martianus Capella. On connaît les noms de plusieurs maîtres, mais aussi d'élèves renommés comme Luxorius et Symphosius. On conserve surtout de l'époque l’Anthologie latine, florilège de poètes locaux composé sous le règne d'Hildéric, probablement pour les besoins de l'école. La province africaine fournit aussi des lettrés : Dracontius, Victor de Vita, Fulgence de Ruspe, Corippe, Junilius, Primase d'Hadrumète, Verecundus de Junca. La vie culturelle et scolaire africaine survit donc à l'Empire romain d'Occident et est garantie après 440 grâce à la « reconquête » de Justinien.

#### Les Barbares et la culture classique
Le poète Prudence, lorsqu'il écrit dans ses divers traités affirme que les choses romaines et barbares diffèrent autant entre elles qu'un quadrupède d'un bipède ou qu'une chose muette d'un sujet parlant.
Il y a effectivement un fossé culturel entre les romains et barbares. Or, ce sont ces mêmes barbares  qui vont s'implanter en Occident.

##### Romains et Barbares
Les barbares qui s'implantent en Occident au Ve siècle sont pour la plupart d'entre eux des peuples germaniques. Leur langue est très différente des langues parlées dans l'Empire romain. Ils ont aussi des traditions culturelles largement inconnues dans le monde romain.
1. Ces peuples sont des nomades qui arrivent dans un monde peuplé de sédentaires.
2. Ils valorisent la fonction militaire et l'éducation guerrière.
3. Ils n'ont pas d'organisation véritable et forment un ensemble politique assez instable.
4. Chacun de ces peuples barbares a un droit, mais un droit simplement oral qui n'a pas encore été mis par écrit (coutume), alors que le monde romain est entré dans le domaine du droit écrit avec un droit qui se veut universel.
Les contrastes sont tels que l'on aurait pu croire à une dislocation de la civilisation antique sous l'impact de l'arrivée des barbares. Or, les éléments de continuité l'ont emporté pour des raisons assez simples. Il n'y a pas de barbare unique, les barbares sont constitués de peuples différents les uns des autres, aussi, ils sont restés très minoritaires d'un point de vue numérique.
Ils ont pu représenter en moyenne 5 % de la population totale avec peut-être jusqu'à 10 % dans les zones les plus germanisées. Dans ces conditions, ils n'ont pas eu les moyens d'imposer leur culture, ils étaient au contraire fascinés par la civilisation romaine. Par ailleurs, ils n'ont pas cherché à la détruire, mais plutôt à l'imiter. En fait, ils ont largement adopté la technique des vaincus. Les royautés barbares continuent à utiliser les cadres administratifs romains qui ont survécu, de même le latin devient la langue de gouvernement et la langue de la culture, si bien qu'ils font mettre par écrit en latin leurs propres droits. Les royaumes barbares se comportent en héritiers de l'Empire romain et non en destructeurs.

##### Les barbares et l'éducation
L'aristocratie barbare s'est montrée dans l'ensemble peu sensible à la culture classique romaine, elle a donc privilégié pour ses enfants une éducation plus conforme à la tradition germanique. Au VIe siècle, l'éducation de l'aristocratie germanique repose sur 3 principes:
1. l'éducation des jeunes gens de l'aristocratie est d'abord militaire, l'entrainement aux armes est un élément essentiel de l'éducation. Les cours des rois barbares accueillaient des jeunes aristocrates qui étaient formés au palais, mais pour cela, avant d'être acceptés à la cour, ils devaient faire preuve de leurs qualités sportives et physiques.
2. L'éducation militaire est complétée par une formation morale, les barbares rappellent à leur fils les exemples qu'ils doivent suivre. Pour cela, les barbares prennent appui sur des récits et des légendes uniquement transmises par oral et ces récits et légendes se rapportent aux exploits de chefs ancestraux. On connait l'existence de ces chants.
3. Une formation religieuse enfin car au VIe siècle, tous ces peuples barbares sont chrétiens et bénéficient donc d'une formation religieuse au christianisme.
Au total, ces conceptions éducatives sont très éloignées des enseignements transmis dans les écoles romaines, qui sont avant tout littéraires avec une culture oratoire.

### Un modèle doublement remis en cause

#### Le lent déclin de l'école antique
Les rois barbares ne suppriment pas les écoles antiques romaines car ils sont fascinés par la civilisation romaine mais aussi par intérêt politique, car ils ont besoin de cadres, d'administrateurs.
Pour l'essentiel d'entre elles, les écoles du monde romain survivent et au début du VIe siècle, rien ne paraît avoir changé à Rome, les meilleurs élèves continuent à venir étudier à Rome, les programmes et les méthodes d'enseignement n'ont pas évolué, cela signifie que la grammaire et la rhétorique forment toujours la base des études. Le système scolaire perdure donc.
En 554, Justinien ordonne également que les maîtres soient rémunérés par l'État.
En dehors de l'Italie, le même constat apparaît, à savoir que l'enseignement issu de l'Antiquité se maintient, les écoles continuent globalement à fonctionner. Malgré tout, on a finalement l'impression d'un déclin progressif. Pour des raisons économiques, la situation des villes se dégrade au cours du VIe siècle si bien que peu à peu les municipalités ont de plus en plus de difficultés à rémunérer les grammairiens ou les rhéteurs.
En définitive, l'école antique disparaît avant tout pour des raisons économiques et sociales.

#### Bilan
Ce ne sont pas les peuples barbares établis en Occident au Ve siècle qui ont détruit le système scolaire antique. Bien au contraire, ils ont cherché à assimiler la culture romaine et à maintenir les institutions scolaires antiques. Ainsi, ce qui explique la fin des écoles romaines, c'est avant tout le déclin de la vie urbaine et la ruralisation de la société. C'est aussi un appauvrissement général qui fait que peu à peu, il devient impossible de rémunérer les maîtres, c'est pourquoi les écoles romaines ont peu à peu disparu au cours du VIe siècle.

### Premières tentatives chrétiennes

#### Les écoles presbytérales et épiscopales
Au moment où l'école antique décline, des initiatives sont prises pour éduquer les jeunes gens, elles viennent particulièrement des évêques.
Avant le VIe siècle, on ne connait pas d'écoles destinées à former des hommes d'Église.
À partir du VIe siècle néanmoins, la situation évolue, l'Église se montrant soucieuse d'assurer l'éducation des clercs dans le cadre des paroisses et des diocèses. L'initiateur principal est Césaire d'Arles (vers 470-542) qui réunit un concile. Il en ressort que dans chaque paroisse, le prêtre doit prendre avec lui des lecteurs pour les former à devenir à leur tour des ecclésiastiques. Cette décision de 529 est importante car elle ne tient pas compte du système scolaire antique, elle concerne quelque chose de différent désormais.
Les premières écoles paroissiales se sont répandues en provinces mais également au Nord de la Loire.
Certains enfants qui ne se destinaient pas à la vie religieuse ont pu par ce biais recevoir un minimum de formation (lire, chanter, écrire).
Césaire d'Arles s'est aussi employé à créer des écoles épiscopales, c'est-à-dire des écoles dirigées par un évêque. Pour cela il prend pour modèle saint Augustin. Ainsi, il rassemble à Arles une petite communauté de clercs qui se destine aux ordres majeurs (diacres, prêtres, évêques). Césaire assure lui-même la fonction de maître. Pour devenir diacre, il faut au moins avoir lu 4 fois l'ensemble de la Bible.
On connait une vingtaine d'écoles de ce type en Gaule aux VIe et VIIe siècles. On les rencontre aussi bien au Nord qu'au Sud de la Gaule. Ce modèle épiscopal est présent aussi en Espagne puisque le concile de Tolède organise en 527 la mise en place d'écoles épiscopales. Autour de l'évêque se réunissent des jeunes gens qui mènent une vie commune. Ils apprennent à chanter les psaumes et les textes bibliques.
Ces nouvelles écoles n'impliquent pas la disparition de l'école romaine classique. Elles visaient à assurer seules la transmission des savoirs.

#### Les écoles monastiques
Les monastères constituent un autre lieu où les enfants peuvent être instruits. Les premiers moines sont apparus au IIIe siècle, ce sont d'abord des ermites qui se retirent dans le désert égyptien. Leur objectif est de fuir le monde et la société qu'ils jugent corrompue.
Ces premières communautés de moines accueillent dès les origines des enfants et des adolescents qu'il faut donc préparer et éduquer à la vie monastique. Ces enfants qu'on initie à la vie monastique sont ceux qu'on appelle les novices ou oblats. Ces derniers étaient en fait initiés à la lecture et à l'écriture à partir de la Bible pour pouvoir méditer le texte sacré biblique. Ce modèle de vie monastique qui nait en Orient se diffuse aussi en Occident à partir du Ve siècle. Et ce que l'on constate, c'est que dans les monastères occidentaux, il existe toujours une école et les règles que suivent les monastères s'occupent très souvent de pédagogie.
Dans le monastère, les enfants forment une petite communauté de novices sous la direction d'un moine plus ancien, assez âgé, ce dernier devant les former. Les novices doivent s'exercer à respecter la règle du monastère. La formation consiste à être capable de suivre les offices religieux et de comprendre la Bible. Les enfants sont groupés par 10 sous la direction d'un moine lettré, leur enseignement est d'à peu près 3 h/jour, l'apprentissage de la lecture se fait sur ce que l'on appelle le psautier ou le livre des psaumes. Savoir lire, c'est donc connaître le livre des psaumes. Le maître fait recopier les psaumes, l'apprenti moine doit les apprendre par cœur. L'élève apprend à lire, à écrire et dans le même temps, il s'agit de s'imprégner du texte sacré. Pour apprendre les 150 psaumes, il fallait pour les jeunes gens les moins doués 2  à   3 ans de formation, pour les meilleurs 6 mois à 1 an.
L'apprentissage se résume en fait à la récitation d'un psaume devant un abbé. Lorsque le psautier est maitrisé, celui qui est moine est invité à lire régulièrement (uniquement la Bible). Cela représente environ 2  à   3 heures de lecture par jour, donc au total environ 20 heures de lecture par semaine.
La lecture se fait désormais en silence, où du moins le lecteur va marmonner. Cette forme de lecture est une innovation monastique car dans l'Antiquité, on lit à voix haute. Ces méthodes d'apprentissage nouvelles vont peu à peu sortir du cadre monastique, et donc influencer le reste de la société. Ainsi, durant une bonne partie du Moyen Âge, la connaissance des psaumes est considérée comme la seule façon d'apprendre à lire. La lecture silencieuse est relative, mais elle gagne aussi le monde des lettrés.

#### Bilan
C'est donc sans réellement le vouloir que l'Église a pris en quelque sorte le relais en essayant de mettre en place des écoles paroissiales pour la formation des clercs (concile de Vaison (529) en 529), des écoles épiscopales (autour de l'évêque) et des écoles monastiques (dans un cadre un peu particulier).
Par conséquent, l'Église prend en charge un système scolaire délaissé par les autorités laïques. Du même coup, le public dans les écoles se compose pour l'essentiel de jeunes gens qui se destinent à la vie ecclésiastique ou à la vie monastique. L'école se cléricalise, elle est prise en charge par l'Église et concerne avant tout de futurs ecclésiastiques, la plupart des laïques en étant rejetés.

## Juxtaposition des modèles classique et chrétien (VIe–VIIesiècle)
Le christianisme se diffuse dans l'Empire romain (qui est chrétien) et il finit même par s'imposer comme religion officielle. La diffusion du christianisme a des conséquences sur l'école, car l'école romaine classique s'appuie sur les auteurs païens, or, la question est de savoir comment l'Église va concilier l'école antique romaine avec le message du christianisme. Celui qui va faire progresser cette interrogation est saint Augustin (354-430). Il a été lui-même élève à Carthage en Afrique du Nord, puis maître, notamment rhéteur en Italie. Il devient ensuite évêque à Hippone. Saint Augustin a composé le De doctrina christiana dans lequel il développe un programme de culture chrétienne et il démontre comment on peut tirer parti des études faites dans les écoles romaines pour mieux comprendre le message chrétien et en particulier le texte biblique. Pour lui il s'agit d'expliquer les textes bibliques avec les méthodes utilisées par les grammairiens lorsqu'ils commentent les textes païens. En particulier, saint Augustin défend les arts libéraux, c'est-à-dire les disciplines fondamentales telles que la grammaire, la rhétorique, la dialectique, l'arithmétique, la géométrie, l'astronomie et la musique. Pour lui, il est essentiel que le chrétien maitrise les règles du discours pour pouvoir développer une rhétorique chrétienne et parvenir ainsi à convaincre le public du bien-fondé du christianisme.
Si on résume, les chrétiens doivent utiliser ce qu'il y a dans le programme d'étude romain classique pour renforcer la culture chrétienne.
Le christianisme n'a pas modifié en profondeur l'école romaine, ni dans ses programmes, ni dans ses méthodes pédagogiques, il s'agit au contraire d'utiliser ses méthodes pour les mettre au service du christianisme.

## Victoire du modèle clérical (VIIe–VIIIesiècle)

### L'influence irlandaise
Contrairement aux royaumes barbares du continent, les régions de Bretagne conquises par les Angles, les Jutes et les Saxons voient la culture latine, sans doute superficielle, entièrement effacée. Cependant, celle-ci se perpétue dans les régions celtes, notamment par l'activité monastique du Pays de Galles et de l'Irlande. En Irlande notamment, les monastères de Clonard, de Bangor, de Derry et d'Armagh constituent des centres d'étude importants où se perpétue l'étude des lettres classiques et des arts libéraux autour de personnalités comme saint Finian, saint Congall et saint Colomba. La réputation de la culture irlandaise s'étend jusqu'à Rome et en Espagne
Les moines irlandais se manifestent en Angleterre et sur le continent, et le plus connu parmi eux est certainement Colomban, qui débarque vers 570 en Gaule mérovingienne. Il fonde avec ses compagnons plusieurs monastères ascétiques (essentiellement au nord de la Loire), notamment celui de Luxeuil (ainsi que Bobbio en Italie du nord, à la toute fin de sa vie). L'activité intellectuelle de ces institutions reste limitée à la culture religieuse, et si l'influence de Colomban est quasi nulle sur les clercs de son temps, elle est plus remarquable sur les laïcs, notamment au sein de la cour mérovingienne. La spiritualité colombanienne est relayée auprès de Dagobert grâce au référendaire Dadon, disciple de Colomban, aidé par Éloi et le chancelier Didier. Tandis que l'afflux d'Irlandais se poursuit (comme à Rebais), un réseau monastique se crée donc, autour de 640, jusqu'en Gaule méridionale. Des monastères qui suivent en général une règle mixte, mêlant celle de Colomban et celle de Benoît, permettant à celle-ci de gagner le nord de la Gaule comme à Fontenelle et Jumièges.

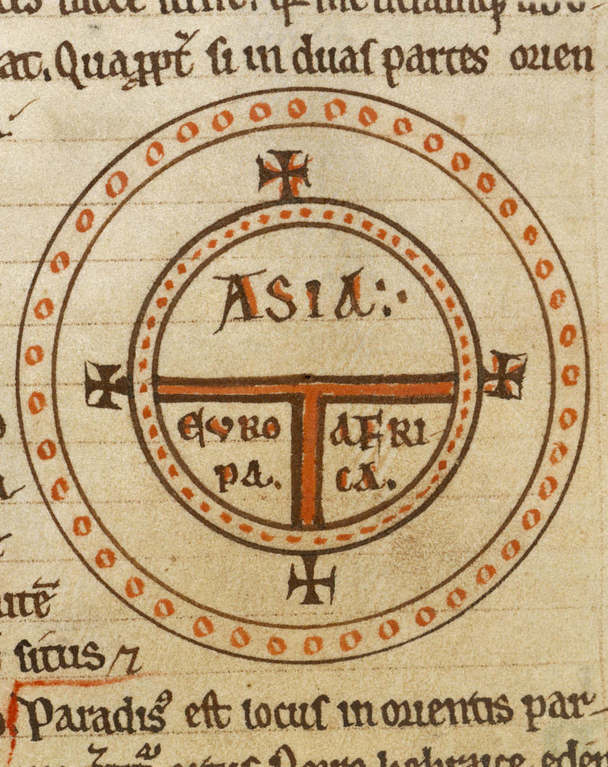
La carte en T telle que décrite par Isidore de Séville dans ses Étymologies

### En Espagne: la «renaissance isidorienne»
La stabilité politique de l'Espagne wisigothique permet la poursuite de sa floraison culturelle, parfois surnommée la « renaissance isidorienne », tout au long du VIIe siècle.
Mais cette période dominée par la figure d'Isidore de Séville, dont les Étymologies constituent l'une des bases de la culture médiévale, voit surtout se développer les centres de culture du nord, notamment Saragosse sous l'évêque Braulio, et Tolède, tandis que se précisent les menaces arabes sur Séville et Mérida. L'école épiscopale de Tolède produit des œuvres empreintes de culture humaniste mêlant références chrétiennes et païennes : Eugène se fait remarquer par ses poèmes didactiques, et Julien compose une grammaire pour ses étudiants. Dans le même temps se développent en Espagne du nord-ouest (El Bierzo, Galice) des monastères ascétiques rappelant le monachisme celte, notamment sous l'influence de Fructueux de Braga et Valère du Bierzo : ces écoles seront la base de l'activité culturelle mozarabe.

### En Angleterre: progrès scolaires et «renaissance northumbrienne»

#### Romains au sud, Irlandais au nord
Les missionnaires romains envoyés en 597 par Grégoire le Grand sous la conduite du prieur Augustin s'installent dans le Sud de l'Angleterre, dans le Kent. C'est donc là qu'au VIIe siècle s'établissent des écoles chrétiennes. Il n'est cependant pas sûr qu'il en ait été ainsi à Cantorbéry, même si l'étude y occupait une grande place, notamment la lecture de textes sacrés et l'enseignement du chant religieux, la légende de l'attribution de la modulatio romana (« chant grégorien ») à Grégoire le Grand étant probablement née en Angleterre. On peut en revanche retenir des fondations en Est-Anglie, où le roi Sigeberht crée l'école de Dunwich vers 630 par le roi, et dans le Wessex, avec quelques structures épiscopales ou monastiques.
Le nord de l'Angleterre présente un plus grand dynamisme culturel grâce à l'activité des Irlandais. Ceux-ci installent au cours du VIIe siècle des écoles monastiques, notamment Lindisfarne (fondé par Aedan) et Whitby (fondé par les disciples d'Aidan puis dirigée par son élève Hild qui y attire des aristocrates cherchant un enseignement spirituel. C'est d'ailleurs à Whitby que le synode de 664 met un terme à la dissidence celtique en Angleterre septentrionale.
Quoi qu'il en soit, au nord comme au sud, on assiste à une innovation majeure : l'instruction de jeunes laïcs non destinés à la cléricature dans les monastères, contrairement à la tradition antique du précepteur.

#### Prospérité des écoles anglaises
C'est au VIIIe siècle que se produisent les progrès les plus spectaculaires sur le sol anglais. Une période préparée par des figures comme saint Wilfrid et Benoît Biscop, et ouverte par l'envoi par le pape de Théodore, archevêque de Cantorbéry, et de l'Africain Hadrien, abbé de Saint-Pierre-Saint-Paul. Au sein de son école épiscopale, Théodore organise en effet un enseignement riche, comprenant métrique, astronomie, comput (qui sera retravaillé par Bède), médecine, exégèse, mais aussi grec, caractéristique très exceptionnelle. Dans le même temps, l'école monastique dirigée par Benoît Biscop puis par Hadrien adopte un programme proche, certains élèves ayant d'ailleurs probablement fréquenté successivement les deux écoles.
Parmi leurs élèves se trouve Aldhelm, auteur de brillantes œuvres qui conduit dans le Wessex le développement de l'abbaye de Malmesbury à partir de 675, avant de poursuivre son enseignement en tant qu'évêque de Sherborne à partir de 705. Ces centres et d'autres écoles proches (Winchester, Exeter, Glastonbury, Waltham) permettent l'émergence d'une génération de clercs cultivés dont Boniface et son disciple Lull sont les plus illustres représentants, marqués par l'héritage littéraire d'Aldhelm, et qui suivent Willibrord sur le continent.
Mais c'est au nord, en Northumbrie, que se trouvent au VIIIe siècle les plus grandes écoles d'Angleterre. Les abbayes de Wearmouth et Jarrow sont le principal centre de cette « renaissance northumbrienne ». Fondées par Benoît Biscop elles réalisent sous Ceolfrith (à partir de 686) l'Amiatinus destiné à Grégoire II. Les deux hommes constituent une bibliothèque renommée comprenant des volumes ramenés de voyages en Gaule et à Rome. Surtout, c'est là que Bède est éduqué, et c'est là qu'il demeure pendant cinquante ans, jusqu'à sa mort en 735, élaborant ses œuvres marquées par l'ambition scientifique et la sobriété littéraire, et amenées à devenir parmi les plus utilisées par les maîtres du Moyen Âge.

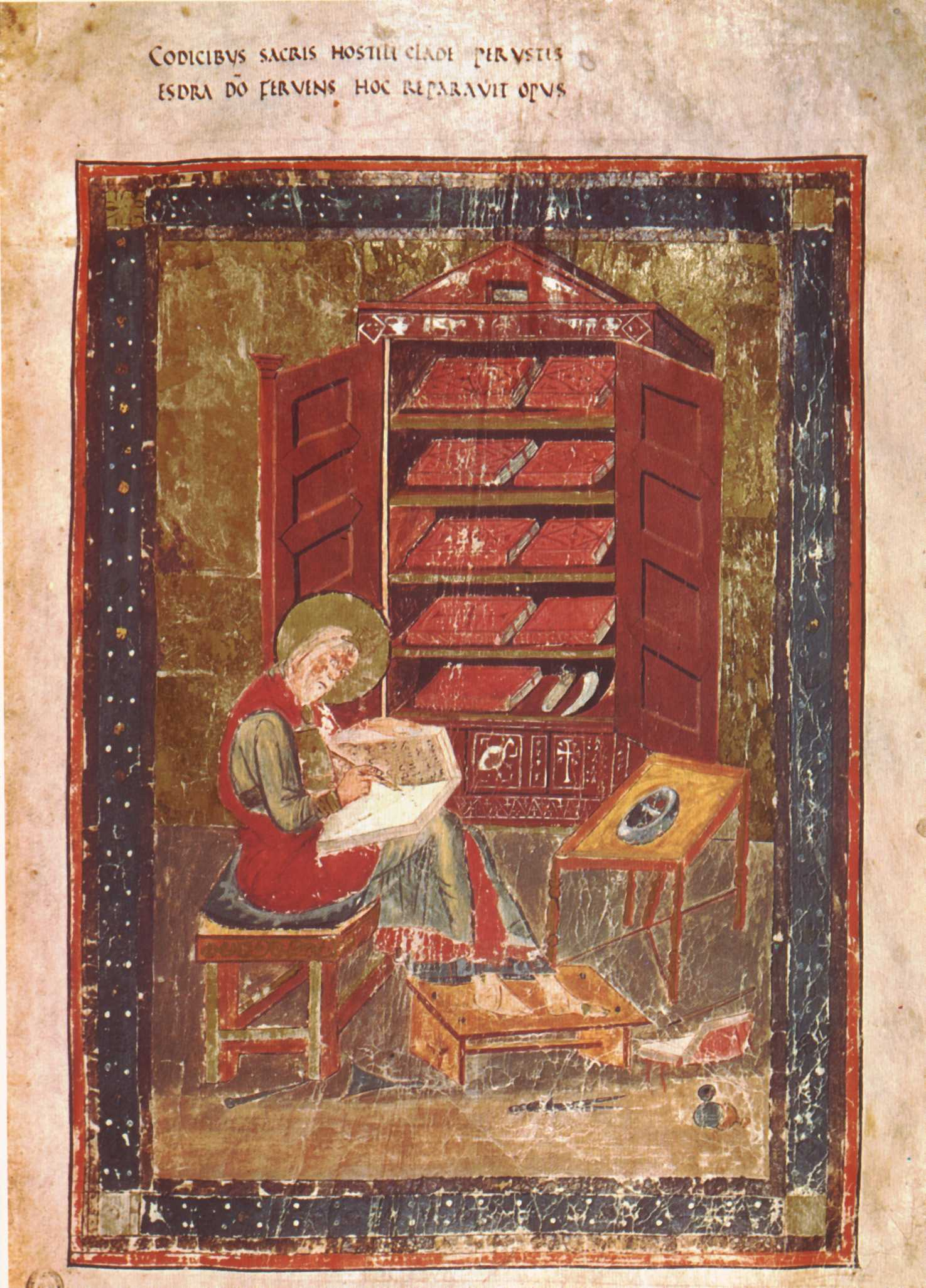
Codex Amiatinus : portrait d'Esdras

À proximité, le monastère de Lindisfarne poursuit une activité modeste sous Cuthbert et Eadfrith, dont l'évangéliaire de Lindisfarne (vers 715) est le produit.
Enfin, les écoles des deux évêchés de Northumbrie sont influencées par l'esprit romain, en particulier grâce à Wilfrid : celle de Hexham, qu'il crée en 678 et qu'Acca dirige ensuite (706-740), et York où il aménage une bibliothèque et un scriptorium. Ses successeurs poursuivent ce travail, en particulier Egbert, frère du roi de Northumbrie, élève de Bède, et évêque d'York en 732. Ce dernier confie la direction de l'école à son parent Æthelberht. Parmi les élèves de ce dernier se trouve le jeune Alcuin, né vers 730, qui dirige à son tour l'école après 766, avant de rejoindre le continent et de devenir l'artisan incontournable de la renaissance carolingienne.
Cette « renaissance northumbrienne » telle qu'on la qualifie parfois, ou plus largement anglo-saxonne, a toutefois pour caractéristique principale son hostilité à la culture classique. Il faut notamment signaler que les arts libéraux n'y sont pas réellement redécouverts : Aldhelm ne retient du trivium que la grammaire et du quadrivium, pour ainsi dire, que le comput. Par ailleurs, lui comme Bède prennent leurs distances avec Cassiodore et Isidore, en rejetant tout particulièrement la rhétorique et la dialectique, qu'ils considèrent comme des armes redoutables entre les mains des hérétiques. Les écoles anglo-saxonnes axent donc leurs programmes de manière originale sur l'étude de la Bible, et la grammaire n'en est que l'instrument. Enfin, l'influence de cette renaissance reste limitée, que ce soit au sein même de l'Église anglaise, qui connaît une grave crise intellectuelle et morale au cours du VIIIe siècle, et chez les laïcs, parmi lesquels seule une minorité de princes bénéficie de l'enseignement des moines. C'est le cas d'Aldfrith (685-704) et Ceolwulf de Northumbrie (729-737), Ælfwald d'Est-Anglie (713-749), Æthelberht II de Kent (725-762) ou encore Æthelbald de Mercie (716-757).

### Contrastes en Italie

#### Rome et le sud
La partie byzantine de l'Italie est marquée tout au long du VIIe siècle par l'arrivée d'étrangers, chassés par les conquêtes des Perses et des Arabes, ou par la répression religieuse de Byzance. Leur influence est surtout attestée en Sicile où la culture grecque l'emporte à Agrigente, à Syracuse et à Palerme, et la papauté reconnaît la supériorité de certains clercs orientaux, comme Théodore de Cantorbéry et son compagnon, l'Africain Hadrien. Rome reste cependant assez fermée aux influences grecques, notamment par méconnaissance de la langue. Les études n'y sont alors pas privilégiées, comme en témoigne la faiblesse doctrinale romaine dans le conflit monothéliste. La Ville est en revanche renommée pour son enseignement de la liturgie (principalement à la schola cantorum), et pour sa richesse en manuscrits (grâce à l'héritage de Vivarium plus qu'à l'activité du scriptorium du Latran).
Les progrès sont plus notables au VIIIe siècle. La victoire de la papauté contre le monothélisme ouvre en effet une période plus sûre pour les pontifes romains. Alors que la renommée de la schola cantorum attire des clercs de tout l'Occident, on assiste au renouveau de la connaissance du grec et des études helléniques au Latran (les étrangers affluent toujours et plusieurs papes connaissent le grec : Léon II, le Syrien Grégoire III, Zacharie). De plus, un nouveau centre de formation religieuse double la schola : le cubiculum que Zacharie installe bientôt au Latran. La formation des clercs demeure cependant strictement religieuse. Dans le même temps, l'existence d'écoles pour les laïcs n'est pas attestée : l'enseignement familial semble le principal vecteur culturel pour ceux-ci.

#### La Lombardie
Comme elle a survécu aux Ostrogoths, la civilisation romaine survit dans le royaume lombard, notamment après le recul définitif de l'arianisme avec l'installation de la dynastie bavaroise d'Aripert. Les Lombards s'ouvrent au latin et la cour de Pavie est culturellement développée au VIIe siècle, bien qu'uniquement sur le plan religieux. L'activité des monastères est quant à elle mal connue, hormis le cas particulier de Bobbio (voir infra). Au début du VIIIe siècle, sous Liutprand, sont encouragées de nouvelles fondations bénédictines comme Novalaise, Pistoia, Civate et Abbaye de Nonantola. Plus notable est la restauration du Mont-Cassin vers 720, par Petronax, mais là comme dans les centres précédents le modèle suivi est avant tout celui du monachisme ascétique. Le scriptorium du Mont-Cassin ne s'organise que vers 750, et les études classiques n'y trouvent leur essor qu'à la fin du siècle, avec Paul Diacre : la Renaissance carolingienne est alors déjà commencée.
La dernière fondation de Colomban, Bobbio (614) est mieux connue, notamment grâce à l'œuvre de Jonas de Suse, hagiographe de Colomban, qui y est moine de 618 à 640. Il n'est guère probable que Bobbio se soit ouvert à l'étude d'auteurs profanes avant le VIIIe siècle. Dès lors, le scriptorium de Bobbio recopie des œuvres de grammaire, de métrique, de glose, d'histoire profane, ce qui en fait un cas unique d'« humanisme bénédictin ».
Ce dynamisme est probablement dû aux progrès des écoles urbaines de l'Italie du nord. L'essor des villes lombardes est en effet doublé de celui d'une classe de notables instruits (notaires, scribes), ce qui suppose l'existence d'écoles : celles-ci sont désormais exclusivement cléricales dans les villes comme dans les campagnes. Dans la capitale, Pavie, l'école épiscopale est un foyer d'études littéraires où les arts libéraux sont connus. De Cunincpert (688-700) à Liutprand (713-744), la cour s'ouvre à la culture, accueillant Boniface en 719 et 739, Paul Diacre mais aussi le jeune Pépin, envoyé par Charles Martel en 735 pour sa formation. En revanche, aucun enseignement juridique n'est encore vraisemblablement dispensé. Hors de Pavie, les études s'organisent aussi à Milan sous l'évêque et poète Benoît (†725), à Ravenne (ville byzantine sous l'influence lombarde, d'ailleurs victime des représailles de Byzance dès 709) ou encore à Cividale, dans le Frioul, ville natale de Paul Diacre qui y suit sa formation de base. La cour frioulane a d'ailleurs une activité culturelle remarquée grâce à des personnalités comme Arichis, originaire du Frioul et plus tard duc de Bénévent, que Paul Diacre loue pour sa culture.

### Conditions du renouveau dans le monde franc

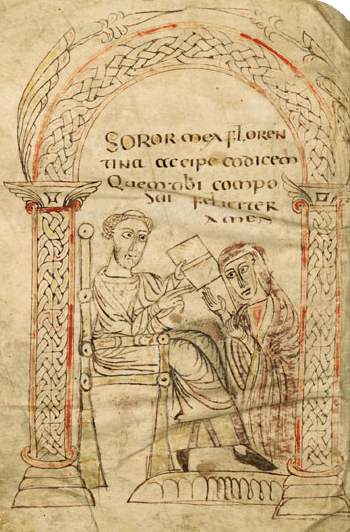
Scène de dédicace d'Isidore de Séville, dans une copie de la Défense de la foi catholique de Corbie : le portique décoré de motifs tressés dessinés à la plume à l'encre brune, et rehaussées de rouge et de jaune, est typique de l'école mérovingienne

#### Contre l'inculture, la vigueur monastique
Dans la deuxième moitié du VIIe siècle, la Gaule, notamment nourrie par l'apport des Irlandais, est le théâtre d'un renouveau littéraire dans les écoles et scriptoria du nord et du centre, comme dans les abbayes de Corbie, Luxeuil (où est réalisé vers 700 un fameux Lectionnaire peint), Soissons, Fontenelle, Marchiennes, ou autour des évêchés de Nivelles, Rebais, Remiremont, Laon, Autun, Auxerre mais aussi Lyon dont la bibliothèque est réputée. Une activité littéraire est aussi constatée plus au sud, à travers des Vies de saints rédigées à Méobecq, Saint-Maixent, Volvic, Rodez ou Ligugé. Mais ce renouveau est mis en danger par les conflits qui ravagent la Gaule romaine au VIIIe siècle, entre les razzias des Sarrasins et la conquête des Francs : en Aquitaine, en Provence, à Lyon en Bourgogne, les centres de culture déclinent, y compris des pôles d'importance comme Lérins. L'illettrisme est également une réalité bien perceptible chez les laïcs (à travers l'usage fréquent de croix en guise de signature) et chez les clercs, quoique dans une moindre mesure puisque les membres de l'administration y sont recrutés (pour la cour carolingienne notamment).
La vigueur monastique demeure toutefois une réalité dans de nombreux scriptoria de Gaule et de Germanie. À Corbie toujours, où est élaborée une écriture combinant éléments anglo-saxons et romains, qui préfigure la « minuscule caroline ». Dans les scriptoria de Luxeuil, de Laon et, plus au sud, de Fleury et de Saint-Martin de Tours. Les manuscrits peints dans ces différents ateliers présentent des traits communs (motifs orientaux et coptes, éléments géométriques ou zoomorphes) permettant d'y voir une véritable « école mérovingienne ».
En Germanie, le travail des missionnaires, Pirmin, Killien, Willibrord, puis Boniface permet l'établissement de centres d'études dynamiques parmi lesquels les plus renommés demeurent Fulda, le monastère de Boniface, et une fondation colombanienne, Saint-Gall. Les études chrétiennes se propagent aussi en Bavière, où se ressent aussi l'influence irlandaise : on le constate chez Virgile de Salzbourg et Arbeo de Freising à l'orée de la renaissance carolingienne aura déjà commencé.

#### Volonté de réforme à la cour des premiers carolingiens
Enfin, il faut souligner le rôle de la cour franque dans l'essor culturel qui se prépare. Car si Charles Martel est la cible de critiques de la part des milieux ecclésiastiques, en raison de la sécularisation des biens de l'Église, il ne rejette pas pour autant l'influence chrétienne, et surtout de la sphère monastique. Dès Pépin de Herstal l'œuvre des missionnaires irlandais est encouragée, mais Charles va plus loin, d'une part en confiant l'éducation de ses fils Pépin et sans doute Carloman aux moines de Saint-Denis, d'autre part en s'y faisant enterrer. Les liens privilégiés ainsi établis sont ensuite entretenus. C'est à Saint-Denis que Pépin se fait sacrer par Étienne II en 754. Et sur le plan strictement culturel, c'est là qu'est sans doute rédigé le Liber Historiæ Francorum, essentiel dans la formation du mythe de l'origine troyenne. Outre Saint-Denis, d'autres moines ont du moins passagèrement un rôle auprès de la cour : ainsi Chrodegang, qui pousse Pépin à la généralisation du chant liturgique romain, l'abbé de Saint-Vaast Aldaric, Virgile de Salzbourg qui séjourne deux ans à la cour, et peut-être Ambroise Autpert qui y aurait passé sa jeunesse. Il faut par ailleurs noter que la cour connaît aussi sous Charles et ses fils des progrès dans les questions juridiques, avec des copies de la loi salique, de la loi des Alamans et de la loi des Ripuaires, alors même qu'on constate dans tout le royaume franc un renouveau de l'attention prêtée aux actes et à leur préservation. Enfin, si peu d'efforts sont remarqués en ce qui concerne le progrès des écoles, Chrodegang s'efforce de réformer l'enseignement en ce qui concerne son évêché de Metz : sa règle préfigure la Renaissance carolingienne.
Les conditions de celle-ci sont donc réunies. Culture monastique de haut niveau, d'une part (illustrée notamment par les argumentations du concile de Gentilly de 767 face aux évêques grecs, sur la question trinitaire et sur le culte des images) ; volonté réformatrice des pippinides, d'autre part.

#### Sources
- Bède le Vénérable, Opera historica, éd. C. Plummer, Venerabilis Baedae opera historica, 2 vol., Oxford, 1896 (dont Historia Ecclesiastica gentis anglorum, p. 5-360).

#### Auteurs modernes
- Robert Bossuat (dir.), Louis Pichard (dir.), Guy Raynaud de Lage (dir.), Geneviève Hasenohr (dir.) et Michel Zink (dir.), Dictionnaire des lettres françaises, Le Moyen Âge, Fayard, 1964 (réimpr. LGF, coll. « Pochothèque », 1992)
- Claude Gauvard (dir.), Alain de Libera (dir.) et Michel Zink (dir.), Dictionnaire du Moyen Âge, Paris, PUF, coll. « Quadrige », 2002
- Jacques Fontaine, Isidore de Séville et la culture classique dans l'Espagne wisigothique, Paris, 19593 vol. ; 2e édition, Paris, Études augustiniennes, 1983
- Henri-Irénée Marrou, Histoire de l'éducation dans l'Antiquité, vol. 2, Paris, Le Seuil, 19486e éd., 1965 ; rééd. coll. « Points histoire », 1981
- Henri-Irénée Marrou, Saint Augustin et la fin de la culture antique, 4e éd., Paris, De Boccard, 1958, 4e éd., 1983
- Henri-Irénée Marrou, L'Église de l'Antiquité tardive, 303-604, Le Seuil, 1977, rééd. coll. "Points", 1985
- Pierre Riché, Éducation et culture dans l'Occident barbare. VIe – VIIIe siècle, Paris, Le Seuil, 1962rééd. coll. « Points histoire », 1995
- Pierre Riché, De l'éducation antique à l'éducation chevaleresque, Paris, Flammarion, coll. "Questions d'histoire", 1968.
- Pierre Riché, Écoles et enseignements dans le haut Moyen Âge, fin du Ve siècle - milieu du XIe siècle, Paris, Picard, 1989 ; 3e éd. 1999.
- Pierre Riché et Jacques Verger, Des nains sur des épaules de géants. Maîtres et élèves au Moyen Âge, Paris, Tallandier, 2006
- Louis-Henri Parias (dir.) et Michel Rouche, Histoire générale de l'enseignement et de l'éducation en France, vol. I : Des origines à la Renaissance, Paris, Nouvelle Librairie de France, 1981 (réimpr. Perrin, coll. « Tempus », 2003)
- Jean-Pierre Rioux (dir.), Jean-François Sirinelli (dir.), Michel Sot (dir.), Jean-Patrice Boudet et Anita Guerreau-Jalabert, Histoire culturelle de la France, vol. 1 : Le Moyen Âge, Paris, Le Seuil, 1997 (réimpr. « Points Histoire », 2005)